# Fågelskyddsområde

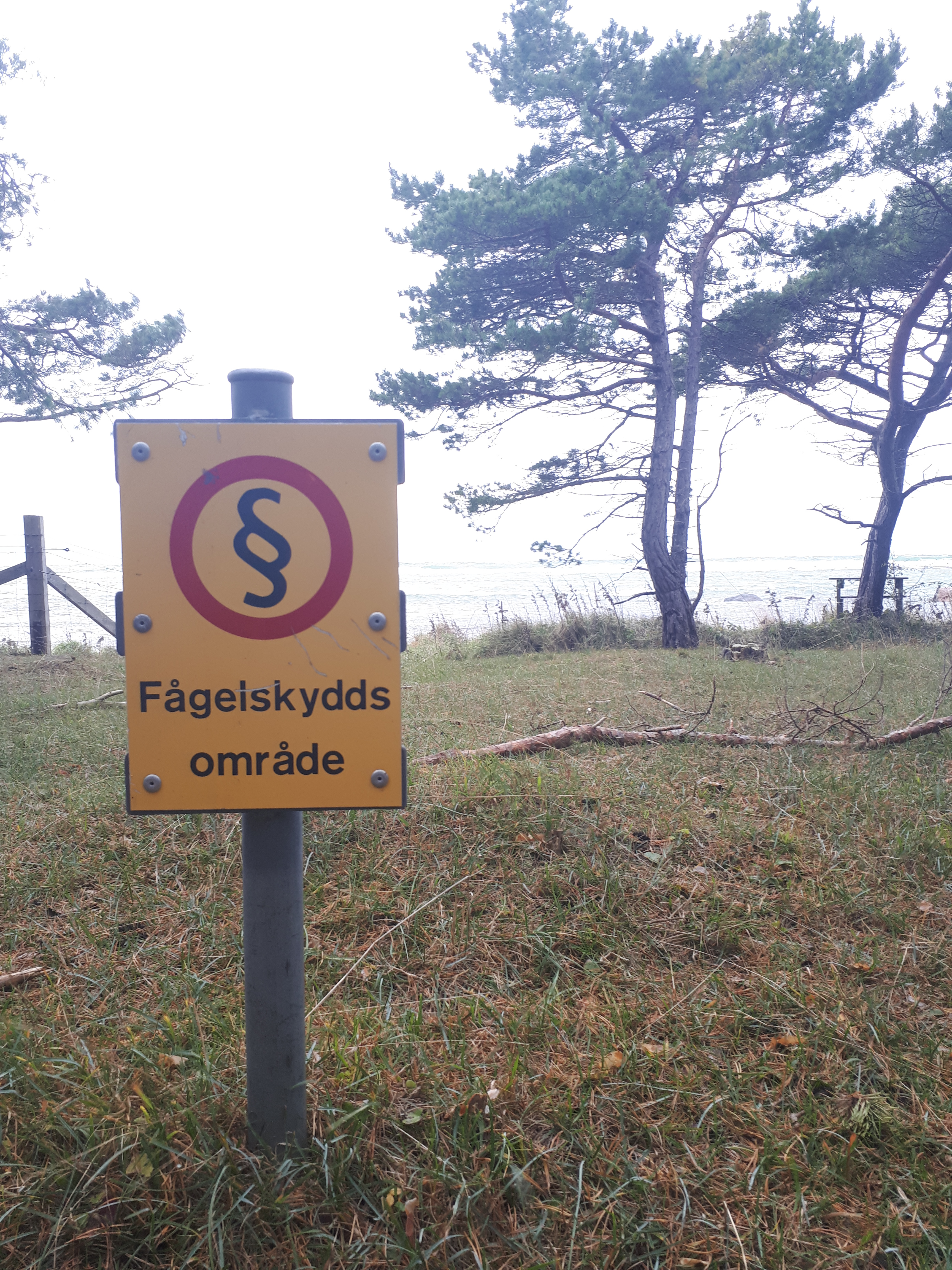
Skylt som markerar fågelskyddsområdets gräns vid Brucebo naturreservat.

Fågelskyddsområde eller fågelreservat är ett naturskyddsområde där åtgärder vidtagits för att bevara ett habitat som är viktigt för fåglar. Det kan röra sig om våtmarksområden som av naturliga skäl lockar till sig mycket fåglar, eller områden som är viktiga för populationer av hotade fågelarter. Globalt finns det olika typer av skyddsområden, vars juridiska status varierar. Det finns exempelvis internationella skyddsprogram, EU-program, nationella- och regionala skyddsprogram.

## Exempel på skyddsprogram

### IBA-områden

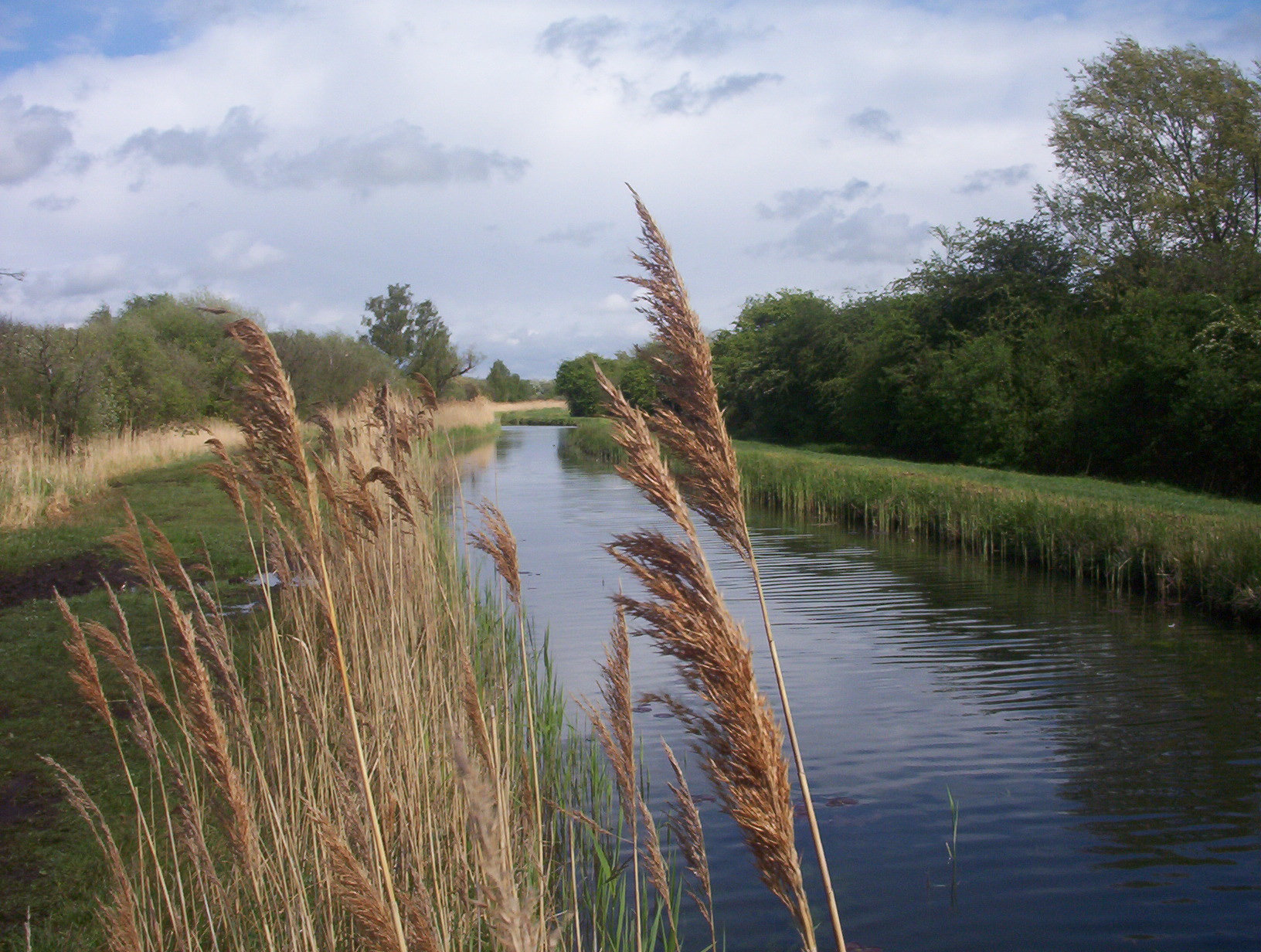
Naturreservatet Wicken Fen, i närheten av Soham i England, är ett SPA-område.

IBA (Important Bird Area) är ett internationellt skyddsprogram initierat av BirdLife International. Ett IBA-område är, ur ett globalt perspektiv, ett viktigt habitat för skyddet av fåglar. För närvarande finns det ungefär 10000 IBA-områden runt om i världen. Områdena identifieras av BirdLife International och ska vara tillräckligt små för att habitatet i sin helhet ska kunna bevaras och det ska skilja sig till sin karaktär, habitatmässigt eller ornitologiskt, från de kringliggande habitaten.
Ofta utgör IBA-områden delar av ett lands redan existerande skyddsområden och skyddas på så sätt under nationell lagstiftning. Juridiskt erkännande och skydd för IBA-områden som inte ingår i ett nationellt skyddsområde varierar från land till land.

### SPA-områden
I EU:s fågeldirektiv finns kravet att inrätta specifika skyddsområden för fåglar, så kallade SPA-områden (Special Protection Areas). 

### Ramsar-områden
Ramsarkonventionen (The Convention on Wetlands of International Importance, especially as Waterfowl Habitat) är ett internationellt avtal för att skydda våtmarker, speciellt med fokus på vattenlevande fåglar.

## Fågelskydd i olika länder

### Sverige
I Sverige är det länsstyrelsen och naturvårdsverket som utser områden som ska klassas som fågelskyddsområden. Kända fågelskyddsområden är Tåkern, Hornborgasjön, Ölands södra udde och Getterön. I Sverige finns det ett 50-tal Ramsar-områden, och ungefär 530 SPA-områden, där de senare omfattar närmare 30 000 km².